# تریسی جیکل
تریسی جیکل (انگلیسی: Tracy Jaeckel; ۲ فوریهٔ ۱۹۰۵ – ۶ اوت ۱۹۶۹) ورزشکار شمشیربازی اهل ایالات متحده آمریکا بود.
وی در مسابقات کشوری و بین‌المللی در مجموع برندهٔ ۱ مدال برنز شده‌است.